# Armando Dell’Aquila
Armando Dell’Aquila (ur. 20 sierpnia 1987 w Scafati) – włoski wioślarz.

## Osiągnięcia
- Mistrzostwa świata juniorów – Banyoles 2004 – czwórka bez sternika – 13. miejsce.
- Mistrzostwa świata juniorów – Brandenburg 2005 – dwójka bez sternika – 2. miejsce.
- Mistrzostwa świata U-23 – Hazewinkel 2006 – czwórka ze sternikiem – 3. miejsce.
- Mistrzostwa świata U-23 – Glasgow 2007 – dwójka bez sternika wagi lekkiej – 1. miejsce.
- Mistrzostwa świata – Monachium 2007 – dwójka bez sternika wagi lekkiej – 1. miejsce.
- Mistrzostwa Europy – Ateny 2008 – czwórka bez sternika wagi lekkiej – 1. miejsce.
- Mistrzostwa świata – Linz 2008 – dwójka bez sternika wagi lekkiej – 2. miejsce.
- Mistrzostwa świata U-23 – Račice 2009 – dwójka bez sternika wagi lekkiej – 1. miejsce.
- Mistrzostwa świata – Poznań 2009 – dwójka bez sternika wagi lekkiej – 2. miejsce.
- Mistrzostwa Europy – Montemor-o-Velho 2010 – ósemka wagi lekkiej – 1. miejsce.
- Mistrzostwa świata – Karapiro 2010 – ósemka ze sternikiem wagi lekkiej – 3. miejsce
- Mistrzostwa świata – Bled 2011 – dwójka bez sternika wagi lekkiej – 2. miejsce
- Mistrzostwa Europy – Varese 2012 – czwórka bez sternika wagi lekkiej – 1. miejsce
- Mistrzostwa świata – Amsterdam 2014 – ósemka ze sternikiem wagi lekkiej – 2. miejsce